# Димитър Тончев
Димитър Стоянов Тончев е български юрист и политик. Той е един от водачите на Либералната (радославистка) партия, а през 1904 г. сформира собствена Младолиберална партия, която оглавява до края на нейното съществуване през 1920 г. По време на Първата световна война е финансов министър на България и един от лидерите на управляващата коалиция.

## Биография
Димитър Тончев е роден е на 7 ноември (26 октомври стар стил) 1859 г. в Калофер. Бил е възпитаник на Южнославянския пансион на Т. Минков в гр. Николаев. Завършва реално училище в Николаев (1880) и Юридическия факултет на Новорусийския университет в Одеса (1883). След завръщането си в България е съдия в Пловдив, от 1884 г. е адвокат, а след Съединението се премества в София. Привърженик е на Либералната партия и от 1884 до 1886 г. е подпредседател на IV обикновено народно събрание. От 1886 до 1907 г. издава вестник „Пловдив“.
След извършения преврат срещу княз Александър I Батенберг става част от течението, оглавено от Стефан Стамболов, което започва да бъде наричано Народнолиберална партия. Той е председател на парламента (1887 – 1888) и министър на правосъдието (1888 – 1891). През 1891 г. напуска правителството и се присъединява към Радославистката партия. През следващите няколко години, в които участва в опозицията, той пише няколко труда по гражданско право.
През 1899 – 1901 г. Димитър Тончев участва в правителствата на либералите. През 1900 г. става действителен член на Българското книжовно дружество, днес Българска академия на науките. През 1903 г. е осъден на 8 месеца затвор за злоупотреби от Държавен съд заедно с други министри от кабинета на Тодор Иванчов. Амнистиран е от Народното събрание след падането на прогресисткото правителство през май същата година. През 1904 г. Тончев сформира своя политическа формация, наречена Младолиберална партия, лидер на която е до нейното вливане в Националлибералната партия през 1920 г.
Заедно с Васил Радославов и Никола Генадиев, Димитър Тончев е лидер на една от трите партии в либералната коалиция, управлявало по време на Първата световна война. На 4 ноември 1919 г. е арестуван, след което е осъден от Третия държавен съд на доживотен затвор като един от главните виновници за включването на България във войната на губещата страна и за последвалата Втора национална катастрофа. В затвора е до 1924 г., когато е амнистиран. Пуснат на свобода, прави опит да се включи в дейността на Националлибералната партия, но това не е допуснато от нейните водачи, които се опитват да се разграничат от старите компрометирани лидери на либералните партии. През следващите години Тончев се оттегля от активна политическа дейност и пише осемтомен коментар на Закона за задълженията и договорите.
Димитър Тончев умира на 20 февруари 1937 г. в София.